# Амба-Арадом
 Амба-Арадом, Амба-Арадам (амх. አምባ አራዶም) — гора в северной части Эфиопии. Расположена в регионе Тыграй, между городами Мэкэле и Аддис-Абеба. Высота горы достигает до 2756 метров. Гора знаменита битвой, которая произошла 15 февраля 1936 года, итальянцы пытались захватить Амба-Арадом.